# Märta Apelskog-Fahlborg
Märta Erika Apelskog-Fahlborg, född Apelskog den 26 februari 1879 i Kyrkefalla församling, Skaraborgs län, död den 7 februari 1971, var en svensk läkare. Hon var från 1911 gift med Birger Fahlborg. 
Apelskog, som var dotter till en fanjunkare, genomgick Åhlinska skolan i Stockholm, blev student 1898, avlade mediko-filosofisk examen 1899, blev medicine kandidat 1904 och medicine licentiat 1909. Hon blev biträdande underläkare vid Serafimerlasarettets medicinska klinik samt amanuens vid Serafimerlasarettets medicinska och oftalmiatriska poliklinik 1909, amanuens vid Akademiska sjukhusets gynekologiska klinik i Uppsala 1910, var praktiserande läkare i Djursholm från 1911 och läkare vid Tomta barnhem där från 1915. Hon undervisade i hälsolära vid Djursholms samskola från 1913. Hon var ledamot av stadsfullmäktige, fattigvårdstyrelsen och barnavårdsnämnden i Djursholms stad. Makarna Fahlborg är begravda på Djursholms begravningsplats.